# 田村吉康

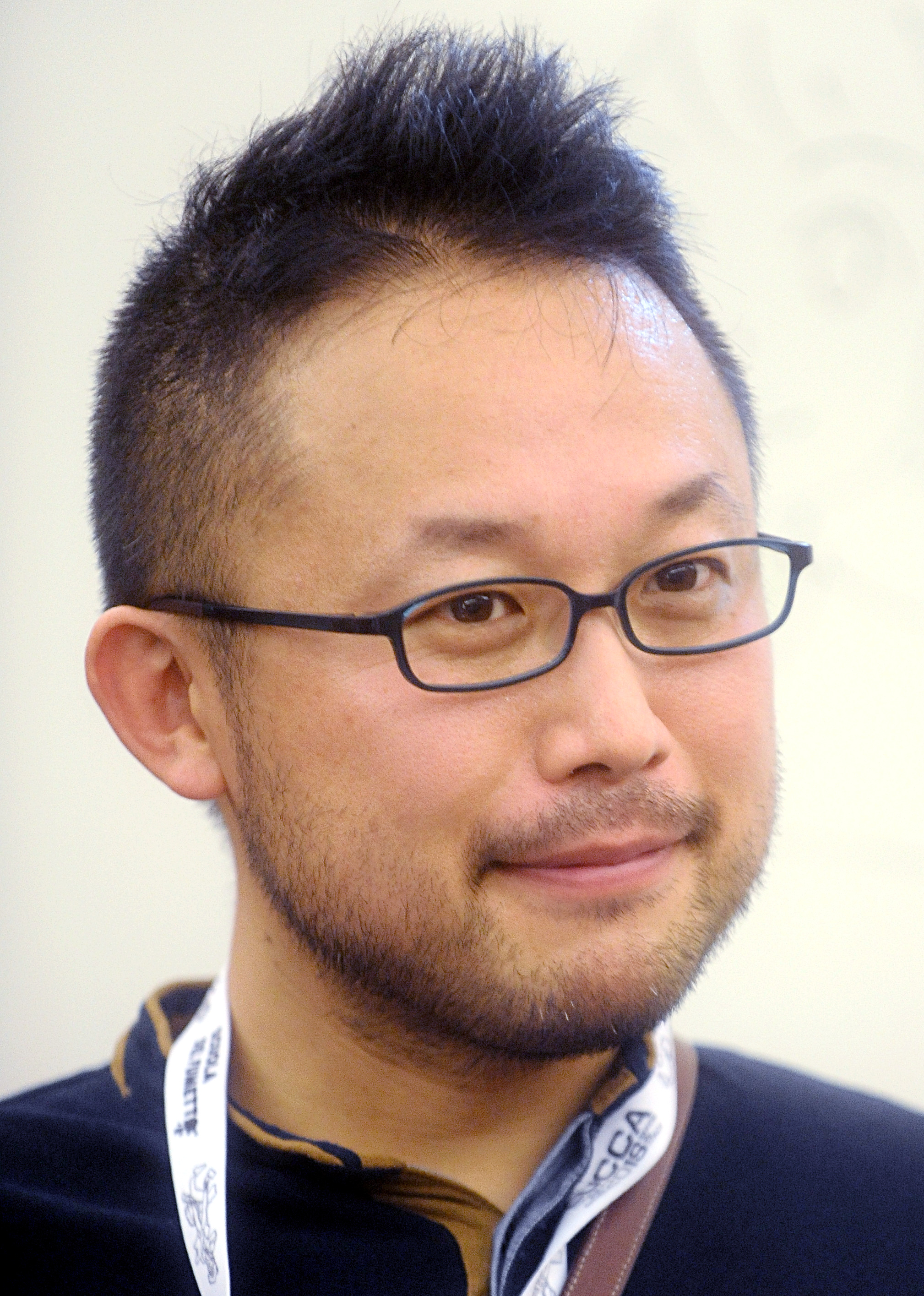
田村吉康（ルッカコミックス&ゲームズ 2018）

田村 吉康（たむら よしやす、1977年 - ）は、日本の漫画家・画家。群馬県出身。イタリア在住。画家として世界各地で絵画展を開催する一方、漫画家としても国内外で作品を出版している。ファッションブランドなど他分野のアーティストとのコラボレーションも頻繁に行なっている。

## 経歴
- 1997年、「月刊少年ジャンプオリジナル」3月増刊にてデビュー。
- 2003年より2004年まで、「月刊少年ジャンプ」にて『筆神』連載
- 2006年、大丸・東京店にて個展開催
- 2011年、「ZONA MACO. MEXICO ARTE CONTEMPORANEO」出品（メキシコ・メキシコシティ）
- 同年、「日本画ZERO第2部〈日本画〉改め〈日本マンガ式絵画科〉誕生!」出品（東京、HidariZingaro、村上隆主催）
- 同年、「THE VOLTA SHOW VOLTA 7」出品（スイス・バーゼル）
- 同年、「Art Platform-Los Angeles」出品（ロサンゼルス・L.A.Mart）
- 2012年、「THE ARMORY SHOW」出品（ニューヨーク）
- 同年、アダム・ミツキェビチ大学「Japonika Creative」特別講義（ポーランド・ポズナン市）
- 同年、「SCOPE BASEL 2012」出品（スイス、バーゼル）
- 同年、「Third International Conference on the IMAGE」（ポーランド・ポズナン市）にて論文「現実世界へ進出するキャラクター」を発表、90分間の討論を行う。
- 2013年、フィレンツェ大学・文哲学部：特別講義（イタリア・フィレンツェ）
- 同年、「ルッカコミックス&ゲームズ2013」：個展、カンファレンス、ライブドローイング（イタリア・ルッカ）
- 2014年、イタリアに転居。国際コミックススクール・フィレンツェ校にて特別講師（イタリア・フィレンツェ）
- 同年、「メディチ・リッカルディ宮殿」にて個展、ライブドローイングを行う（イタリア・フィレンツェ）
- 同年、「McQ Alexander McQueen」とのコラボレーションを行い、秋冬モデルにドローイングを提供する（ロンドン）
- 2015年、フランスに転居。「アングレーム国際漫画祭」にてワークショップ、ライブドローイング（フランス・アングレーム）
- 同年、「ROTTERDAM CONTEMPORARY」出品（オランダ、ロッテルダム）
- 同年、「POW WOW JAPAN!」ライブペイント（日本、天王洲アイル）
- 2016年、ウクライナ人写真家 Marfa Vasilieva とのコラボレーション TAKAMAGAHARA PROJECT 開始。(ウクライナ・キエフ)
- 同年、モロッコにて日本人漫画家初となるイスラム圏でのワークショップ、ライブドローイング、カンファレンスを行う（モロッコ・ラバト）
- 2017年、オランダに転居。新宿高島屋にて個展開催
- 2018年、イタリアに転居。フランスにて漫画「DEVIL's RELICS」作画担当、出版開始（GLENAT/fayard、フランス）

## 作品リスト
- 筆神（月刊少年ジャンプ極上2001年4月増刊掲載） - 読み切り。短編集「筆神 田村吉康短編集」収録
- 筆神（月刊少年ジャンプ連載、2003年8月号 - 2004年4月号） - 全2巻
- DEVIL's RELICS（2018年 - 、GLENAT/fayard） - 作画担当　※連載中

### 書誌情報
- 筆神 田村吉康短編集（2001年8月1日、集英社）ISBN 978-4-08873-152-0
- 筆神（集英社）全2巻
  - 2004年1月5日ISBN 978-4-08873-559-7
  - 2004年6月4日ISBN 978-4-08873-614-3
- DEVIL's RELICS（2018年10月31日）ISBN 978-2-34402-891-9

学習マンガ
- 日本の歴史 まんが人物伝 戦国武将編（監修：田代脩、学研教育出版） - カバーイラスト、毛利元就（厳島の戦い）、真田幸村（大坂夏の陣）担当
- ビジュアル戦国英雄伝シリーズ（監修：河合敦、学研教育出版） - 全5巻。マンガ部分担当

挿絵等
- スクール・バッグいっぱいの運命（2009年、著：板橋雅弘、講談社YA!ENTERTAINMENT）ISBN 978-4-06-269411-7 - 表紙・挿絵担当

## 人物
- 趣味は数学と音楽、自転車など。トランペットを演奏し、吹奏楽団に所属していたこともある。自転車はイタリアの工房まで出向き自作するほど。

## 師匠（アシスタント歴）
- 浅美裕子

1997年頃より『WILD HALF』の臨時アシスタントを経験（2000年頃まで）
『WILD HALF』作中に氏をモデルとした「田中吉康」というキャラクターが登場した（WILD HALF#主な獣人族参照）
- 片倉政憲

2000年頃より『GO DA GUN』のアシスタントを経験（2002年頃まで）